# Cryptorhynchinae
Cryptorhynchinae là một phân họ bọ cánh cứng trong họ Curculionidae, với hơn 6000 loài. Chúng được gộp vào phân họ Curculioninae hay Molytinae trong một số trường hợp.

## Hình ảnh

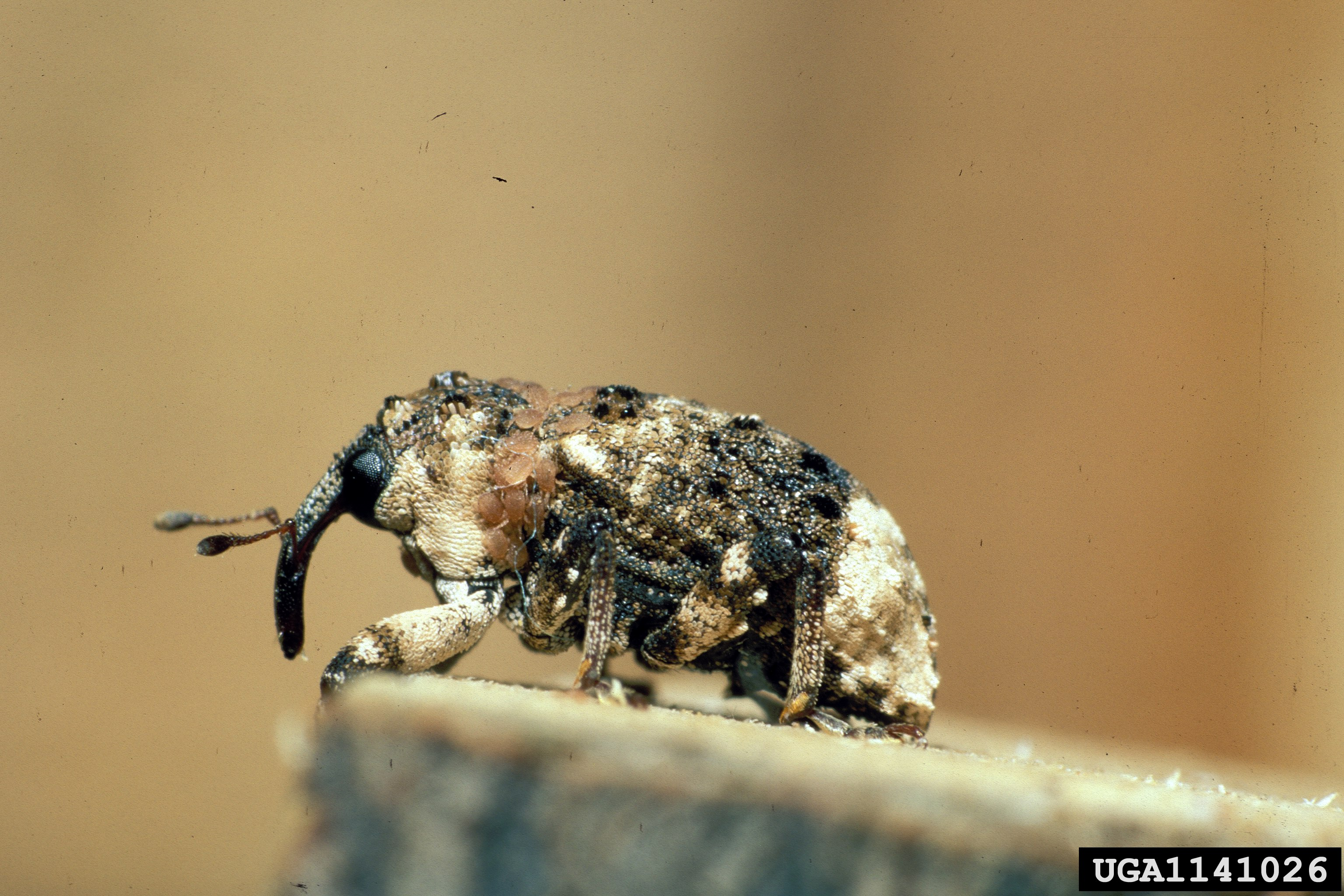
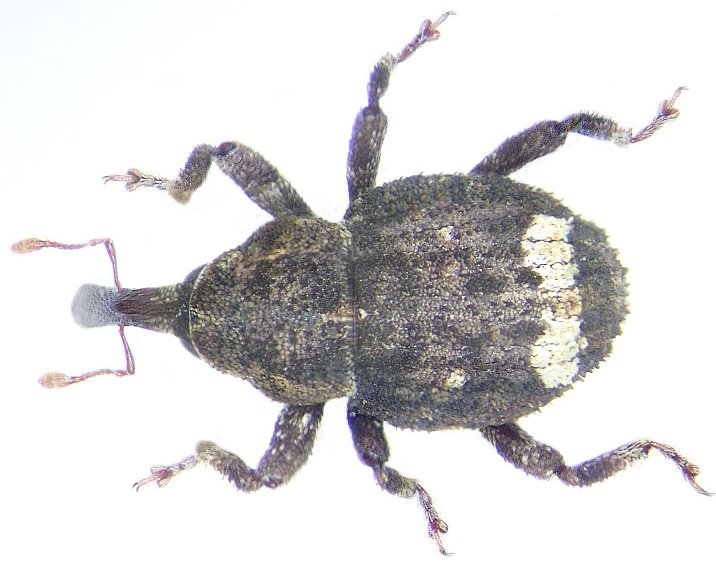